# Lolo Sainz
Manuel Sainz Márquez, conocido como Lolo Sainz (Tetuán, protectorado español de Marruecos, 28 de agosto de 1940), es un exjugador y exentrenador de baloncesto español. 
Durante los años 1960 jugó en el Real Madrid, equipo con el que fue cuatro veces campeón de la Copa de Europa. Posteriormente obtuvo también numerosos títulos nacionales e internacionales como entrenador , dirigiendo al Real Madrid, al Club Joventut de Badalona y a la Selección de baloncesto de España.
En enero de 2013 fue elegido candidato para entrar a formar parte del prestigioso Basketball Hall of Fame, hasta ese momento solo con dos españoles, Pedro Ferrándiz y Antonio Díaz Miguel.

## Trayectoria como jugador
- 1961-1968: Real Madrid

## Trayectoria como entrenador
- 1969-1972: Real Madrid (Categorías inferiores)
- 1971-1972: Real Madrid (Segundo entrenador ayudante de Pedro Ferrándiz)
- 1972-1973: Club Vallehermoso Madrid (primer entrenador)
- 1973-1975: Real Madrid (Segundo entrenador ayudante de Pedro Ferrándiz)
- 1975-1989: Real Madrid (Primer entrenador)
- 1989-1990: Real Madrid (Director general de la sección baloncesto)
- 1990-1993: Club Joventut de Badalona
- 1993-2001: Selección de baloncesto de España
- 2001-2002: Coordinador de las Selecciones Seniors de la Federación Española de Baloncesto
- 2002-2005: Real Madrid (Director general de la sección baloncesto)

## Palmarés como jugador
- 7 Ligas Españolas: 1961, 1962, 1963, 1964, 1965, 1966, 1968
- 4 Copas del Rey: 1962, 1965, 1966, 1967.
- 4 Copas de Europa: 1964, 1965, 1967, 1968
- 1 Copa Latina: 1967

## Palmarés como entrenador

### Títulos internacionales de selección
- 1 medalla de plata en el EuroBasket de París de 1999 con la Selección de baloncesto de España

### Títulos internacionales de club
- 4 Copas Intercontinentales: 1977, 1978, 1979, 1982, con el Real Madrid
- 2 Copas de Europa de baloncesto:  1978, 1980, con el Real Madrid
- 2 Recopas de Europa: 1984, 1989, con el Real Madrid
- 1 Copa Korać: 1988, con el Real Madrid
- 2 Torneos Internacionales de Clubes ACEB "Memorial Héctor Quiroga" (Supercopa Europea): 1984-85, 1988-89, con el Real Madrid

### Títulos nacionales de club
- 10 Ligas españolas:

8 con el Real Madrid Baloncesto: 1976, 1977, 1979, 1980, 1982, 1984, 1985, 1986
2 con el Club Joventut de Badalona: 1991, 1992
- 4 Copas del Rey: 1977, 1985, 1986, 1989, con el Real Madrid
- 1 Supercopa de España de Baloncesto: 1984

### Consideraciones personales
- 3 veces elegido "Mejor Entrenador del Año" en las temporadas 1976-1977, 1984-1985 y 1990-1991, por la Asociación Española de Entrenadores de Baloncesto (AEEB).
- 1 vez elegido "Mejor Entrenador de la Liga ACB" de la temporada 1990-1991 por la revista "Gigantes del Basket"
- Medallas de Oro (2000) y Plata (1999) de la Real Orden del Mérito Deportivo de España[2]
- Hall of Fame del Baloncesto Español (2022)